# Jij bent de zon
Jij bent de zon is een hit van Jop (Nieuwenhuizen), ex-kandidaat van de Nederlandse reallifeshow De Bus uit 2000. Het nummer is een cover van Ga met me mee van de Vlaamse zanger Bart van den Bossche, dat in de zomer van 1991 een grote hit was in Vlaanderen. Met deze cover belandde hij vier weken op nummer 1 in de Nederlandse Top 40 en de Mega Top 100. Het uitbrengen hiervan was gewijd aan medekandidaat Antonette, waarmee hij dit nummer gedurende de serie een aantal keren zong. In totaal stond Jij bent de zon 12 weken in de Top 40, en 20 weken in de Mega Top 100. 

## Tracklisting Single
1. Jij bent de zon (3:14)
2. Jop Yell's (0:59)

| Jij bent de zon in de Nederlandse Top 40 | Jij bent de zon in de Nederlandse Top 40 | Jij bent de zon in de Nederlandse Top 40 | Jij bent de zon in de Nederlandse Top 40 | Jij bent de zon in de Nederlandse Top 40 | Jij bent de zon in de Nederlandse Top 40 | Jij bent de zon in de Nederlandse Top 40 | Jij bent de zon in de Nederlandse Top 40 | Jij bent de zon in de Nederlandse Top 40 | Jij bent de zon in de Nederlandse Top 40 | Jij bent de zon in de Nederlandse Top 40 | Jij bent de zon in de Nederlandse Top 40 | Jij bent de zon in de Nederlandse Top 40 | Jij bent de zon in de Nederlandse Top 40 |
| Week                                     | 1                                        | 2                                        | 3                                        | 4                                        | 5                                        | 6                                        | 7                                        | 8                                        | 9                                        | 10                                       | 11                                       | 12                                       |                                          |
| ---------------------------------------- | ---------------------------------------- | ---------------------------------------- | ---------------------------------------- | ---------------------------------------- | ---------------------------------------- | ---------------------------------------- | ---------------------------------------- | ---------------------------------------- | ---------------------------------------- | ---------------------------------------- | ---------------------------------------- | ---------------------------------------- | ---------------------------------------- |
| Nummer                                   | 17                                       | 6                                        | 1                                        | 1                                        | 1                                        | 1                                        | 5                                        | 14                                       | 21                                       | 25                                       | 30                                       | 37                                       | uit                                      |

| Jij bent de zon in de Nederlandse Single Top 100 | Jij bent de zon in de Nederlandse Single Top 100 | Jij bent de zon in de Nederlandse Single Top 100 | Jij bent de zon in de Nederlandse Single Top 100 | Jij bent de zon in de Nederlandse Single Top 100 | Jij bent de zon in de Nederlandse Single Top 100 | Jij bent de zon in de Nederlandse Single Top 100 | Jij bent de zon in de Nederlandse Single Top 100 | Jij bent de zon in de Nederlandse Single Top 100 | Jij bent de zon in de Nederlandse Single Top 100 | Jij bent de zon in de Nederlandse Single Top 100 | Jij bent de zon in de Nederlandse Single Top 100 | Jij bent de zon in de Nederlandse Single Top 100 | Jij bent de zon in de Nederlandse Single Top 100 | Jij bent de zon in de Nederlandse Single Top 100 | Jij bent de zon in de Nederlandse Single Top 100 | Jij bent de zon in de Nederlandse Single Top 100 | Jij bent de zon in de Nederlandse Single Top 100 | Jij bent de zon in de Nederlandse Single Top 100 | Jij bent de zon in de Nederlandse Single Top 100 | Jij bent de zon in de Nederlandse Single Top 100 | Jij bent de zon in de Nederlandse Single Top 100 |
| Week                                             | 1                                                | 2                                                | 3                                                | 4                                                | 5                                                | 6                                                | 7                                                | 8                                                | 9                                                | 10                                               | 11                                               | 12                                               | 13                                               | 14                                               | 15                                               | 16                                               | 17                                               | 18                                               | 19                                               | 20                                               |                                                  |
| ------------------------------------------------ | ------------------------------------------------ | ------------------------------------------------ | ------------------------------------------------ | ------------------------------------------------ | ------------------------------------------------ | ------------------------------------------------ | ------------------------------------------------ | ------------------------------------------------ | ------------------------------------------------ | ------------------------------------------------ | ------------------------------------------------ | ------------------------------------------------ | ------------------------------------------------ | ------------------------------------------------ | ------------------------------------------------ | ------------------------------------------------ | ------------------------------------------------ | ------------------------------------------------ | ------------------------------------------------ | ------------------------------------------------ | ------------------------------------------------ |
| Nummer                                           | 25                                               | 4                                                | 2                                                | 1                                                | 1                                                | 1                                                | 1                                                | 2                                                | 5                                                | 5                                                | 7                                                | 8                                                | 12                                               | 22                                               | 29                                               | 34                                               | 39                                               | 52                                               | 68                                               | 73                                               | uit                                              |